# Samuel Beaugey
Samuel Beaugey, dit « Sam », « SBO » ou « Boguets », est un guide de haute montagne de la Compagnie des guides de Chamonix, un BASE jumper, un skieur en pentes raides, un alpiniste spécialisé en artif notamment en style capsule, en cascade de glace et en dry tooling. Il est né le 3 juin 1971.

## Biographie
Il est né dans une famille de montagnard avec une mère gardienne de refuge et monitrice de ski, un père guide de haute montagne et un frère moniteur de parapente.
En 1995, il réalise la première descente à ski du Linceul aux Grandes Jorasses. La même année, il réalise l'ouverture de la voie Extra bleu ciel au Kwangde shar au Népal.
En novembre 2009, il participe à la première expédition connue de BASE jump en Antarctique avec Géraldine Fasnacht, Sebastien Collomb-Gros et Manu Pellissier dans le massif de l'Holtanna. Le film, Holtanna, l'aventure Antarctique, édité par Puzzle Media est tiré de cette expédition.

## Œuvre publiée
- Sales gosses, éditions Paulsen 2017
- Petits désastres, éditions Paulsen 2021

## Films
- Quebec givré[4] Prix Espoir au festival du Film aventure et découverte de Val d’Isère en 2006[4] avec Mathieu Péloquin, Erwan Le Lann et Guillaume Vallot[5].
- Azazel[1] avec Jean-Yves Fredriksen
- Baffin, l'île aux enfants : Grand Prix du Slovene Mountain Film Festival 2008. Icare du Public et Icare du documentaire au festival du film de Saint Hilaire 2008[6].
- One Step Beyond, février 2012.